# 哈索·普拉特納
哈索·普拉特納（英語：Hasso Plattner，1944年1月21日—），他是SAP公司的聯合創始人，也是哈索·普拉特纳研究院的創辦人。哈索·普拉特納及其家族在《福布斯》2019年全球億萬富豪榜中名列第94位，資產達到135億美元。

## 生平
哈索·普拉特納1944年在德國柏林出生，己婚及育有2個小孩，畢業於卡爾斯魯厄大學。他曾服務於IBM，1972年哈索·普拉特納離開了IBM，成立德國軟件公司SAP，SAP公司於1988年上市。他原擔任SAP公司的首席執行官，2003年5月他辭任首席執行官，改任SAP監事會主席。他創辦的哈索·普拉特纳研究院主要在推動IT系統工程的研究和教學。該研究院同時在波茨坦大學，史丹佛大學和開普敦大學建立了設計思維學院。哈索·普拉特納在1990年於薩爾布呂肯大學取得榮譽博士學位，他也是史丹佛大學董事會成員。他在1998年成立哈索·普拉特納研究院（HPI），在2002年獲得波茨坦大學的榮譽博士學位，在2016年獲得了德國設計獎，同年被卡爾斯魯厄大學授予客座教授職位。哈索·普拉特納在2017年全球科技界富豪排名第17，德國的經理人雜誌評價授予他技術專家領導獎，表揚他對德國經濟社會發展的付出 。

## 慈善事業
哈索·普拉特納捐贈及支持愛滋病的研究，在南非推廣醫療保健和健康教育。2005年春天，普拉特纳个人承担了46664慈善音乐会的费用，该音乐会在加里·普莱尔设计、他所拥有的范库尔球场举行，该音乐会通过电视向全球播放。收益用于南非前总统纳尔逊·曼德拉的抗击艾滋病基金。他在2007年及2011年，為波茨坦城市宮殿屋頂和外牆的重建提供了財政支援。哈索·普拉特納在2012年推動新型的社交學習網絡。讓世界上任何人都可以參加HPI免費開放的技術課程，此計劃在180個國家推動，有555,000名註冊用戶，並對成功學習者頒發了54,000多份證書。美國時代雜誌在2006年將哈索·普拉特納評為過去60年的英雄之一。
普拉特纳捐助了2000多万欧元，使在二战期间遭到破坏、并在1959年被拆除的波茨坦市立城堡的历史外观得以重建。普拉特纳在2013年2月签署了“捐赠承诺”。他还帮助筹建了巴貝里尼博物館，该博物馆从2017年1月起将展出普拉特纳收藏的前德意志民主共和国的艺术品。

## 著作
- 《内存数据管理(第2版)》[9]

## 外部連結
- Hasso Plattner Ventures, Potsdam, Germany （页面存档备份，存于）
- . 投資界. 2012-12-02  [2019-06-02]. （原始内容存档于2019-06-02）.
- . SAP. 2003-03-19  [2019-06-02].[]
- . 哈索·普拉特纳研究院.   [2019-06-02]. （原始内容存档于2019-06-02） （中文）.